# Покровське (Голованівський район)
Покрóвське (первісно (Вільшанка Бершадська), у 1927- — 17.03.2016 — Котóвка) — село в Гайворонській громаді Голованівського району Кіровоградської області України. Населення становить 730 осіб.

## Географія
Село Покровське розташовано в найвіддаленішій західній частині Кіровоградської області на межі з Вінницькою областю. Належить до перехідної природної зони від лісостепу до степу, Місцевість горбиста, розсічена балками та ярами.

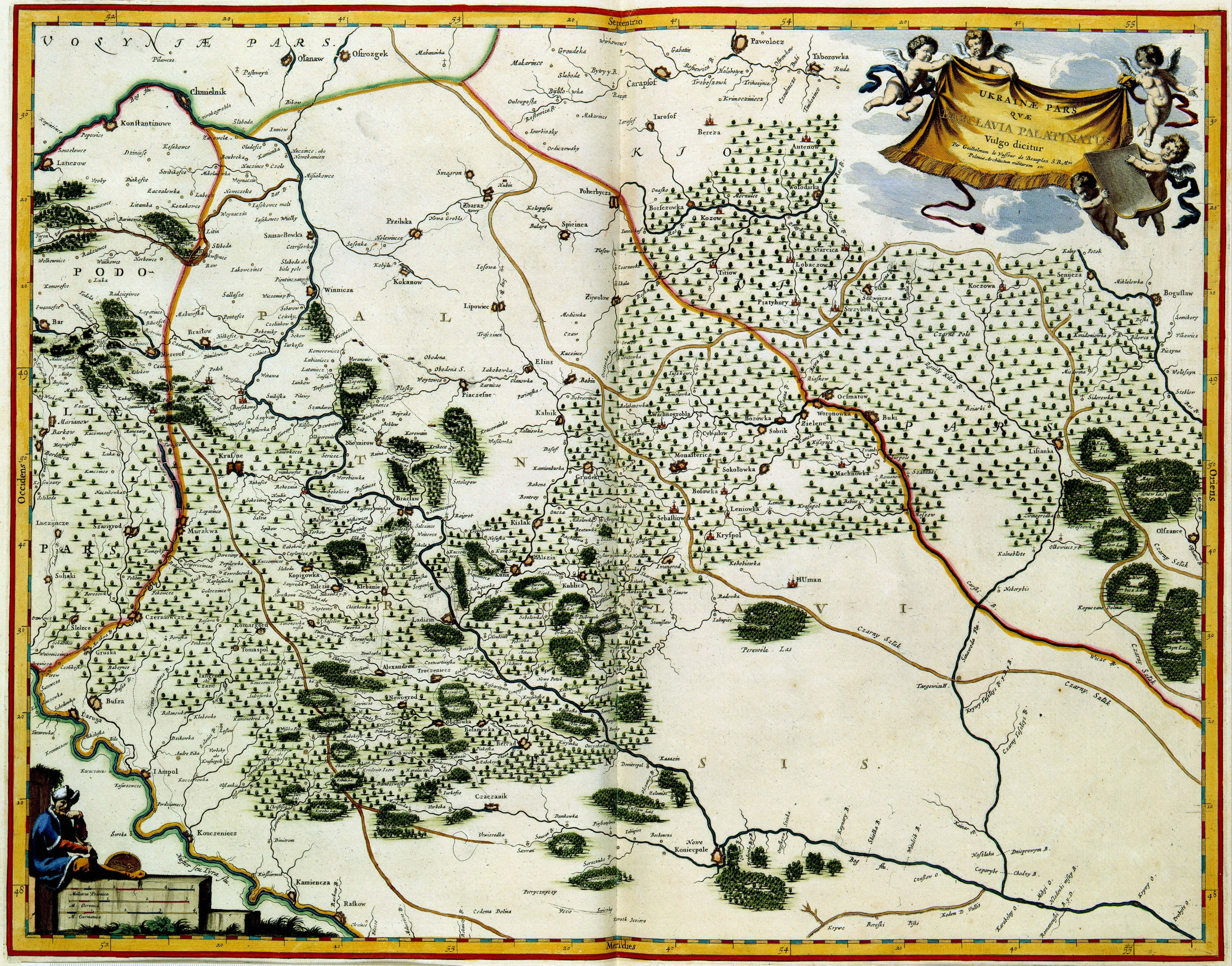
річка Ольшанка на мапі де Боплана 1648

Селом протікає річка Вільшанка Млинкова, яка позначена на карті Гійома Боплана 1650 року, права притока Південного Бугу.

## Історія
Відомо, що на території земель села Покровське є Висока Могила — це поховання скіфів, яке є на археологічній карті Юхима Сіцинського. А ще на цій карті позначено на північ від села городище, а на заході — монастирище. Тепер на місці монастирища — паломницьке місце Кіровоградської єпархії: Іванкова криничка. Краєзнавцями знайдено фрагменти посуду черняхівської культури 4-5 століття. А в лісі Липники місцеві жителі знаходили залізні наконечники стріл та списів часів Київської Русі. Перша назва села Вільшанка, очевидно, пов'язана із назвою річки на якій воно лежитъ. Про цю річку Вільшанку в 1578 році згадує польський посол Мартін Броневський в «Описі Татарії». Він рухався у супроводі реєстрових козаків Брацлава, які захищали посольство від ватаг вільних козаків. В церковних документах зазначається, що в 1650-х роках поблизу села Вільшанки Бершадської було засновано монастир. Це і є перша писемна згадка про село. Як переповідали старожили першим поселенцем був чоловік за прізвищем Чернієнко, якому пан із села Устя за вірну службу подарував землю під забудову. Село називалось Вільшанка Бершадська з присілком Косіївка. З 1795 року село належало графу Фридеріку Юзефу Мошинському — про це свідчать ряд документів, які зберігаються у Вінницькому архіві. Так, у переписі 1795 року зазначено, що в деревне Вільшанці Брацлавської губернії Бершадської округи, що належить дідичному власнику Маршалку коронному Його Сіятельству графу Фридеріку Мошинському у 25 домах проживало 120 осіб. У відомості про урожай 1796 року поселення назване слобода Вільшанка Бершадського повіту Брацлавської губернії. На той час на полях вирощували жито, пшеницю, ячмінь, овес, гречку, просо, горох, насіння коноплі та льону. Після смерті Фридеріка Мошинського Бершадській ключ і зокрема село Вільшанка перейшли у спадок тезці Петру Мошинському. Згодом Бершадь і декілька сіл перейшли у власність його дружини. Частина сіл із центром в селі Устя дістались доньці Петра Мошинського. Вона вийшла заміж за Юзефа Шембека — отже і села Устянського ключа, серед яких було і село Вільшанка стали його власністю. 1863 року графиня Ксаверія Грохольська викупила три села: Кидрасівку, Вільшанку і Соломію. Згодом ці села вона передала у спадок дочці Гелені, яка вийшла заміж за Тадеуша Бржозовського. Селяни називали його пан Березовський. Останнім власником села був пан Виляновський.
Ось що писав В. К. Гульдман 1898 року в книжці «Поміщицькі землеволодіння Подільської губернії»: «Село Вільшанка Бершадська. Власниця — дворянка Гелена Генріхівна Бржозовська проживає в селі Попелюхи. Маєток в оренді. Управитель Казимир Луневський живе у Кидрасівці. Всього землі 1064 десятини. Садиба — 5десятин. Орна земля — 847 десятин. Ліс — 173 десятини. Вигін — 4 десятини. Неудоби — 33 десятини». Нащадки сім'ї Грохольських-Бржозовських тепер проживають у Польщі. Подружжя Єви та Антоні Бжозовських буває у Вінниці. Вони видали книжку з малюнками писанок, за рисунками Гелени Бржозовської.
В 1886 році в селі народився відомий мистецтвознавець Кость Широцький, де пройшло його дитинство до восьми років. Сюди настоятелем Свято-Покровського храму було направлено його батька Віталія Широцького. Про це зазначено в польському виданні адрес-календаря 1885 року і вказано найближчу поштову станцію Хащувата. Присілок Косіївка, заснований вихідцями із села Бандурова, належав графу Вацлаву Ржевуському. В 1831 році за участь Ржевуського у польському повстанні Косїївку конфісковано і передано в казну, а її жителів переселено в Бандурову. Згодом, імовірно, в 1861 році сім'ї Бабчуків та Повстянків повернулись на свої землі в Косїївку.
3а радянських часів з 1927 року і до 2016 року село називалось Котовка. Цю назву село отримало на честь радянського військового діяча Григорія Котовського. Житель села Лаврентій Бараболя розповідав, що Григорій Котовський проживав тут у колишній хаті священника. На базі розвиненого фільварку панів Грохольських-Бржозовських він створив комуну. Очевидно, Григорій Котовський мав намір розширити кордони Молдавської автономної республіки, столиця якої на той час була неподалік у Балті. Краєзнавець Сергій Колесніков у своїх дослідженнях зазначав, що Григорій Котовський базувався у Вільшанці Бершадській, а отаман Семен Заболотний у сусідньому селі Бондурова. Командири то мирно спілкувалися, то вступали у сутички на чолі своїх загонів. Одним із командирів у повстанському загоні Семена Заболотного був житель села Вільшанки Костянтин Чернієнко, розстріляний у 1937 році. Це зафіксовано у книзі «Реабілітовані історією». Під час воєнних дій 1917—1920 років закатовано жителя села Вільшанки Микиту Майстренка, який виступав за більшовиків. Його могила збереглась на сільському кладовищі За розповіддю Хіврони Бевзюк, сини останнього сільського пана Виляновського вбили голову сільради, уродженця сусіднього села. У записках вчительки історії Меланії Омельянівни Гречки повідомляється, що в 1918 році у Вільшанці створено комітет незаможних селян, який розподілив панську землю, а згодом проводив роботу з колективізації та ліквідації неграмотності. Тоді ж відкрито хату-читальню, діяв драматичний гурток. В 1923—1925 роках в присілку Косіївка створено артіль. Збереглась печатка цієї артілі з написом: «Косіївка. Сільськогосподарча артіль імені Шевченка на Гайсинщині. УСРР». У 1930 році створено колгоспи ім. Шевченка та ім. Ворошилова.
На фронтах війни 1941—1945 років воювало 380 жителів села. З них 169 не повернулись додому. Під час окупації Котовка, як партизанське село, спалив румунський каральний загін. Партизана Івана Печерогу розстріляли. Людей зігнали у воловню і хотіли спалити живцем. Але після довгих переговорів сільської вчительки Олександри Якимівни Чоботар з румунським претором людей помилували. Котовка звільнена від румунських окупантів 14 березня 1944 року.
У книзі «Реабілітовані історією» зазначено неповний перелік репресованих жителів села Котовки: Калістрат Павлович Бабчук, Самійло Євменович Кондратюк, Дмитро Юхимович Лебідь (голова сільради). У 1950 році два колгоспи села об'єднано в один — ім. Котовського. У 1961 році він мав 1886 га орної землі, 17 тракторів, 7 зернозбиральних комбайни і два бурякозбиральних комбайни. Багато добрих справ для соціально-економічного розвитку села зробили голови колгоспів М. С. Травінський, В. Ф. Андрушко.
А завдяки наполегливості керівника КСП «Вільшана» Івана Купріяновича Грицая заасфальтовано вулиці, збудовано млин, олійню, хлібопекарню, крупорушку, критий тік. А ще у 2002 році за ініціативою Грицая відбудовано Свято-Покровську церкву — за це він митрополитом Володимиром нагороджений орденом Нестора Літописця. Також Іван Купріянович відродив славу цілющого джерела Іванкова криничка, збудував каплицю, бювет, упорядкував територію.
Уродженець села Володимир Тимофійович Тарасюк — кандидат технічних наук.
Сергій Васильович ЦВІГУН — художник декоративного розпису по дереву і металу.
Катерина Йосипівна Волошина — член Національних спілок краєзнавців та журналістів України. Видала ряд брошур: «Віків течія», «Бандурове на Яланці», «Оповідки моєї сусідки». «Селяни» та інші. Ви

## Населення
За переписом 1795 року в 25 домах проживало 120 селян.
В 1905 році у Вільшанці Бершадській було 234 двори, в яких проживало1590 селян. А в присілку Косіївці в 96 дворах- 445 жителів.[А. Крилов"Населені місця Подільської губернії"].
Згідно з переписом УРСР 1989 року чисельність наявного населення села становила 410 осіб, з яких 175 чоловіків та 235 жінок.
За переписом населення України 2001 року в селі мешкало 728 осіб.

### Мова
Розподіл населення за рідною мовою за даними перепису 2001 року:
| Мова       | Відсоток |
| ---------- | -------- |
| українська | 99,32 %  |
| російська  | 0,55 %   |
| молдовська | 0,14 %   |